# ميراندا مارتينو
ميراندا مارتينو (بالإيطالية: Miranda Martino)‏ هي مغنية وممثلة إيطالية، ولدت في 29 أكتوبر 1933 في إيطاليا.

## وصلات خارجية
- ميراندا مارتينو على موقع IMDb (الإنجليزية)
- ميراندا مارتينو على موقع ميوزك برينز (الإنجليزية)
- ميراندا مارتينو على موقع ديسكوغز (الإنجليزية)
- ميراندا مارتينو على موقع قاعدة بيانات الفيلم (الإنجليزية)
- ميراندا مارتينو على موقع كينوبويسك (الروسية)